# Balança Mas Não Cai (filme)
Balança Mas Não Cai é um filme brasileiro de comédia de 1952 dirigido por Paulo Wanderley a partir do roteiro de Alinor Azevedo, Mario Brasini, Max Nunes, Brandão Filho e Paulo Gracindo.

## Elenco
- Brandão Filho  ...Primo Pobre
- Paulo Gracindo ...Primo Rico
- Marlene
- Mário Lago
- Fregolente
- Wilson Grey
- Herval Rossano
- Suzy Kirbi
- Apolo Correia
- Antônia Marzullo
- Edmundo Maia